# Anita Livstrand
Ingrid Anita Livstrand, född 23 november 1953 i Enskede, Stockholm, är en svensk musiker.
Livstrand studerade indisk klassisk sång från 1974 och studerade vid Birkagårdens folkhögskola 1978–1980. Hon var gatumusikant 1969–1977, medlem av musikerkollektivet Ett minne för livet från 1978 och därur grupperna Vargavinter 1978–1983, Archimedes badkar 1981 och Bitter Funeral Beer Band från 1980. Hon medverkade på kvinno-LP:n Tjejclown (1974) och utgav soloalbumet Mötet (1978), på vilken hon redan då spelade vad som senare kom att kallas världsmusik. År 1987 bildade hon gruppen Anitas Livs, vilken under 1990-talet blev en av Sveriges främsta inom denna genre. År 2013 utgav hon ett album i konstellationen Tandem Bridges, i vilken även Daniel Westerlund ingår.